# Jamarj-e Bala
Jamarj-e Bala é uma cidade na província de Badaquexão, situada no nordeste do Afeganistão. Fica às margens do rio Panj, perto do rio Wanj. Localiza-se quase na fronteira do Tadjiquistão, conectada pela estrada M41.